# Taurus Armas
Taurus Armas S.A. (o simplemente Taurus, antes Forjas Taurus S.A.) es un fabricante brasileño de armas de fuego con sede en la ciudad de São Leopoldo, en el estado de Rio Grande do Sul, Brasil.

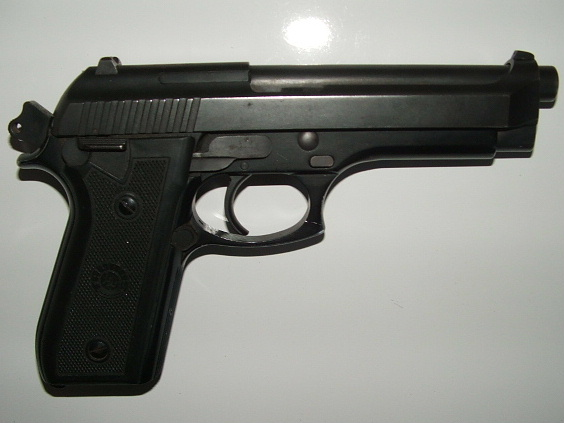
A o Simples

Fundada en 1939 en la ciudad de Porto Alegre, Taurus está capitalizada en la bolsa de valores brasileña y es el mayor fabricante de armas de fuego de Brasil, habiendo fabricado alrededor de 260.000 armas de fuego en los primeros tres meses de 2020.
Actualmente, Taurus es el segundo mayor exportador de armas de fuego extranjeras al mercado estadounidense, solo superado por el fabricante austriaco Glock, también exporta sus productos a más de 70 países y emplea a más de 2.600 personas. Atende al mercado civil, militar y fuerzas de seguridad.